# Willemia arenicola
Willemia arenicola är en urinsektsart som beskrevs av Palacios-Vargas och Vàzquez 1989. Willemia arenicola ingår i släktet Willemia och familjen Hypogastruridae. Inga underarter finns listade i Catalogue of Life.